# Udo Müller (Jurist, 1902)
Udo Rudolf Müller (* 3. Mai 1902 in Roßlau; † 14. Januar 1974 in Bonn) war ein deutscher Anwalt, Präsident des Landgerichts Dessau-Roßlau und Ministerialbeamter, zuletzt Ministerialdirektor.

## Leben
Udo Müller war ein Sohn des Fabrikanten Reinhold Müller und seiner Ehefrau Martha, geb. Mannewitz.
Udo Müller besuchte vier Jahre lang die Mittelschule in seiner Geburtsstadt Roßlau, bevor er zu Ostern 1912 an das Realgymnasium nach Dessau kam. Nach dem Schulabschluss zu Ostern 1921 begann er zum Sommersemester 1921 ein Studium an der Ludwig-Maximilians-Universität in München. Hier blieb er für drei Semester und studierte u. a. Rechtswissenschaften. Im Wintersemester 1922/23 war er an der Universität Göttingen und studierte dort bei Paul Oertmann, Robert von Hippel und Julius Hatschek. Zu Ostern 1923 kam er nach Kiel, wobei er Anfang Dezember 1925 beim Oberlandesgericht Kiel die erste juristische Staatsprüfung ablegte. In dieser Zeit besuchte er auch Vorlesungen von Walter Jellinek. Am 30. Juni 1928 bestand Müller an der Rechts- und Staatswissenschaftlichen Fakultät der Christian-Albrechts-Universität zu Kiel die mündliche Doktorprüfung zum Thema Die Neuentstehung von Staaten im besonderen: die Entstehen des Freistaates Thüringen, der freien Stadt Danzig und der Tschechoslovakischen Republik.
Müller war von 1932 bis 1945 als Rechtsanwalt in Dessau tätig.
Müller war Mitglied der Bekennenden Kirche. Nach dem Krieg war er mit dem Titel Oberkirchenrat von 1945 bis 1950 Vorsitzender des Evangelischen Landeskirche Anhalts. Die amerikanische Besatzungsmacht hatte den Dessauer Bürgermeister Friedrich Walther für die Neubildung der Landeskirche beauftragt. Die Aufgabe übertrug er an Müller und den Pfarrer Georg Fiedler.
In der gleichen Zeit war er bis 1949 Präsident des Landgerichts Dessau-Roßlau. Im folgenden Jahr war er erneut Rechtsanwalt in Dessau und siedelte im gleichen Jahr in die Bundesrepublik um. Hier war er zunächst Hauptreferent, danach bis 1952 Senatsdirektor beim Senator für Bundesangelegenheiten des Landes Berlin in Bonn. Er blieb in Bonn, wechselte aber in das Bundesministerium für gesamtdeutsche Fragen. Hier war er anfangs als Ministerialdirigent bis 1965 Leiter der Abteilung I (Angelegenheiten des Deutschen Ostens) und in dieser Funktion für die DDR und die ehemaligen deutschen Ostgebiete zuständig.